# BK Moskou
Basketbolnyj kloeb Moskva (Russisch: Баскетбольный клуб Москва) was een Russisch damesbasketbalteam uit Moskou dat uitkwam in FIBA's EuroCup Women en in de Russische superliga A.

## Geschiedenis
De club werd opgericht in 1993 en kreeg de naam van de Olympische Reserve Sports School № 49 "Trinta". Het eerste jaar in de Russische superliga B veranderde de naam in Trinta Stars en eindigde ze als zevende in de competitie. In 2004 verplaatste Trinta zich naar Ljoebertsy en veranderde de naam in Dinamo Oblast Moskou Ljoebertsy. Het succes liet niet lang op zich wachten: de ploeg mocht deelnemen aan de Russische superliga A. Veelbelovende jonge speelsters als Jelena Danilotsjkina, Svetlana Machlina, Katerina Kejroe en Ljoedmila Sapova maakten deel uit van de opstelling. Het eerste jaar op het hoogste niveau eindigde Dinamo als tiende. Het volgende seizoen eindigde Dinamo als zevende. Als gevolg van financiële problemen verhuisde Dinamo in 2007 terug naar Moskou en veranderde de naam in BK Moskou. In het eerste en tevens laatste seizoen eindigde BK Moskou als vijfde in de Russische superliga A. Ook behaalde BK Moskou de finale om de EuroCup Women. Ze verloren van Beretta Famila Schio uit Italië met een totaalscore over twee wedstrijden met 136-165.

## Erelijst
- EuroCup Women:
  - Runner-up: 2008

## Bekende (oud)-spelers
- Jekaterina Arsenjeva
- Jelena Beglova
- Jelena Danilotsjkina
- Nadezjda Grisjaeva
- Katerina Kejroe
- Marina Koezina
- Aleksandra Latysjeva
- Anastasia Logoenova
- Svetlana Machlina
- Ljoedmila Sapova
- Maria Savina
- Joelia Tokareva
- Oksana Zakaljoechnaja
- Azra Bečirović
- Milica Dabović
- Milena Vukicević
- Monique Currie
- Plenette Pierson
- Volha Padabed

## Bekende (oud)-coaches
- Aleksandr Vasin